# Либорий
Либорий (фр.  Liboire du Mans; 320, Галлия — 397, Ле-Ман) — святой Римско-Католической Церкви, епископ Ле-Мана (348—397), покровитель Падерборна.

## Биография
Точное место рождения Либория неизвестно. Предполагается, что он родился в Галлии. С 348 года был епископом города Ле-Мана. Занимался миссионерской деятельностью в Галлии, построив в окрестностях Ле-Мана несколько церквей. Предание гласит, что он рукоположил 217 священников и 186 диаконов. Во время смертной агонии в 397 году возле него находился святой Мартин Турский.
Следующим после Либория епископом Ле-Мана, о котором имеются достоверные сведения, был святой Викторий.

## Почитание
В 835 году мощи Либория были помещены епископом Альдриком в кафедральный собор Ле-Мана, но в 836 году они по указу императора Людовика Благочестивого были перенесены в Падерборн, где была в 799 году основана римским папой Львом III католическая епархия.
До 1702 года имя святого Либория не было включено в Тридентский календарь Римско-Католической церкви. С 1702 года его память празднуется 23 июля вместе со святым Аполлинарием из Равенны.
Ежегодно в Падерборне с 23 июля проводится городской праздник LiboriFest, который длится девять дней.
В 1977 году архиепископ Падерборна Йоханнес Иоахим Дегенхардт учредил «Медаль святого Либория», которой каждые пять лет награждаются выдающиеся лица, внёсшие значительный вклад в единство Европы.
В России святому Либорию посвящены две католические церкви. В Краснодаре находится католическая церковь святого Либория. В Анапе — церковь святых Ядвиги и Либория.